# 悲しい夜を止めて
「悲しい夜を止めて」（かなしいよるをとめて）は、河合その子の5枚目のシングル。1986年10月22日発売。発売元はCBS/SONY。品番はEP: 07SH-1840。

## 背景
2曲共にオリジナル・アルバム未収録であり、表題曲である「悲しい夜を止めて」は、1988年にリリースされたベスト・アルバム『Dedication』に、カップリング曲の「やさしさなんていらない」は、2002年にリリースされたベスト・アルバム『GOLDEN☆BEST 河合その子』にそれぞれ収録された。

## 収録曲
- 全作詞: 秋元康、作曲・編曲: 後藤次利

1. 悲しい夜を止めて
2. やさしさなんていらない

## 楽曲収録アルバム
悲しい夜を止めて
- 『Dedication』
- 『sonnet』
- 『河合その子 ベスト・コレクション』
- 『おニャン子クラブA面コレクション Vol.3』
- 『GOLDEN☆BEST 河合その子』

やさしさなんていらない
- 『GOLDEN☆BEST 河合その子』
- 『おニャン子クラブB面コレクション Vol.3』